# Jerome Hunsaker
Le Dr Jérome C. Hunsaker (Creston, 26 août 1886 - Boston, 10 septembre 1984)  fut un ingénieur aéronautique de tout premier plan, directeur du National Advisory Committee for Aeronautics

## Biographie
Né en 1886, il enseigne en 1913 l’ingénierie aéronautique dans le département d’Architecture Navale du Massachusetts Institute of Technology. Le 9 décembre 1915, il est le coauteur avec E.B. Wilson du MIT, pour le NACA, d’un rapport sur « Le comportement des aéroplanes par mauvais temps ». Le 15 novembre 1917, Hunsaker intègre la Navy en tant qu’ingénieur, au sein d’un comité sur les alliages légers, chargé de concevoir de nouveaux matériaux pour l’aéronautique. De 1939 à 1947, Hunsaker est à la tête du département d’Ingénierie Mécanique au MIT, auquel il appartiendra encore jusqu’en 1951. 
Hunsaker est prétendument un des membres originaux du Majestic 12, et était le dernier membre survivant.
Il décède le 10 septembre 1984.